# دانشگاه دوبوک
دانشگاه دوبوک (UD) یک دانشگاه پروتستان خصوصی در دوبوک، آیووا است. حدود ۲۲۰۰ دانشجو در این دانشگاه تحصیل می‌کنند. این دانشگاه از زمان تأسیس آن در سال ۱۸۵۲ سابقه طولانی در دوبوک داشته‌است.

## تاریخچه
کشیش آدریان ون ویلیت کالج و حوزه علمیه الاهیات آلمان را که سلف اولیه دانشگاه دوبوک بود در سال ۱۸۵۲ تأسیس کرد. ون ویلیت که کشیش کلیسای پروتستان آلمان (که اکنون به عنوان اولین کلیسای پروتستان دوبوک شناخته می‌شود) بود، او معتقد بود که تعداد زیادی از مهاجران — به ویژه کشاورزان و معدنچیان آلمانی — به وزیران انجیل برای جوامعی که ایجاد می‌کردند نیاز دارند. او با آموزش دو مرد جوان و برگزاری کلاس‌ها در خانه‌اش شروع کرد. اگرچه ون ویلیت هلندی بود، اما تا سال ۱۸۹۶ تمام کلاس‌ها به زبان آلمانی برگزار می‌شد.
در ابتدا این مدرسه تلاش مستقل ون ویلیت بود. در سال ۱۸۶۴، پروتستان دوبوک کنترل این مؤسسه را به دست گرفت و به مدرسه الهیات آلمانی شمال غرب معروف شد. در سال ۱۸۷۰ کلیسای پرسبیتریان ایالات متحده کنترل مدرسه را به دست گرفت. در سال ۱۸۷۱، پس از مرگ ون ولیت، جاکوب کنزت به عنوان رهبری مدرسه انتخاب شد. در سال ۱۸۷۲ مدرسه به ساختمان آجری در ضلع شمالی خیابان هفدهم منتقل شد و تا ۳۵ سال آینده در آنجا باقی ماند.
در سال ۱۹۰۱ کورنلیوس مارتین استفنس به هیئت مدیره اضافه شد. او ثابت کرد که یک سرمایه‌گذار برجسته است. او همچنین به مدرسه کمک کرد تا برنامه درسی خود را گسترش دهد. یک کالج و آکادمی هنرهای لیبرال به مدرسه اضافه شد و اولین مدارک کالج در سال ۱۹۰۶ اعطا شد. این ایده استفنز بود که مدرسه را به محله‌های بزرگتر منتقل کند و به این منظور املاکی در حاشیه غربی شهر در سال ۱۹۰۵ خریداری شد. استفنس از سال ۱۹۰۸ تا ۱۹۲۴ رئیس مدرسه بود.
مدرسه در سال ۱۹۰۷ به مکان فعلی خود در خیابان دانشگاه نقل مکان کرد. اولین ساختمان‌های ساخته شده در این مکان جدید عبارتند از: ساختمان اداری (۱۹۰۷ که بعداً به تالار استفنس تغییر نام داد)، تالار جدایی (۱۹۱۱)، کتابفروشی دانشگاه (۱۹۱۲)، سالن بدنسازی مک کورمیک (۱۹۱۵)، پیترز کامانز (۱۹۱۶)، و سالن ون ویلت. (۱۹۲۶). همه به جز استفنس هال هنوز پابرجا هستند. تالار استفنس در سال ۱۹۸۰ تخریب شد و به جای آن تالار بلیدز ساخته شد، اما برخی از طاق‌های آن حفظ شده و امروزه قابل مشاهده هستند.
در سال ۱۹۱۱، کالج به صورت مختلط تبدیل شد و نام خود را به کالج و مدرسه علمیه آلمانی الهیات دوبوک (مدرسه الهیات پروتستان آلمان) تغییر داد. در سال ۱۹۱۶، به دلیل احساسات ضد آلمانی ناشی از جنگ جهانی اول کلمه «آلمانی» را از نام مدرسه حذف و تبدیل به کالج دوبوک شد. با این حال، این موضوع باعث اختلاف نظر شد، زیرا این نام یک کالج موجود نیز بود (مدرسه کاتولیک که اکنون به نام کالج لوراس شناخته می‌شود) پس از یک سری مجادلات تا سال ۱۹۲۰، هیچ‌یک از مدارس در نهایت نام خود را حفظ نکردند: مدرسه کاتولیک موجود نام ماتیاس لوراس، اولین اسقف اعظم دوبوک را به خود اختصاص داد، در حالی که مدرسه پرسبیتری در ۱۷ ژوئن به دانشگاه دوبوک تبدیل شد